# Teresa Bustos y Salamanca
Teresa Bustos y Salamanca   (Sucre, c. 1771 - Sucre, 1818), també coneguda pel seu nom de casada Teresa Bustos de Lemoine, va ser una independentista boliviana, que es va significar en els moviments revolucionaris contra els espanyols, raó per la qual va acabar desterrada.

## Biografia
Va néixer a Sucre vers 1771, en una família important i acomodada de la regió. En la seva joventut es va casar amb José Joaquín de Lemoine, un destacat revolucionari i independentista. Ferma defensora de la causa independentista, amb el seu marit s'adherí a la revolució de Chiquisaca de 25 de maig de 1809. Va participar activament de la conspiració enviant un criat mut als revolucionaris, que portava cartes cosides al folre del vestit, signades amb pseudònims convinguts com Parra o Viña. Quan una carta va ser interceptada, els seus béns –valorats en 60.000 pesos–van ser confiscats, i va ser exiliada amb els seus nou fills a Lagunillas, on va haver d'anar caminant sense menjar ni abric.
Després els independentistes es van fer amb Sucre i Bustos va tornar de l'exili. Va continuar lluitant per la causa, abillada com un militar. El desembre de 1810 va ser membre del grup de senyores distingides que van donar la benvinguda a Juan José Castelli a la ciutat de Sucre, al qual van oferir les seves joies per a la causa independentista, per vendre-les per obtenir bales i pólvora.
Quan els reialistes van recuperar la ciutat, va ser capturada i exiliada de nou, aquesta vegada a Oruro. Allà va emmalaltir d'«histèria», sembla que en assabentar-se que els seus fills havien acabat al carrer i destinats a caritat.
Posteriorment va ser traslladada a la presó de Casa Matas, al Callao, que estava en molt males condicions de salubritat. Envoltada d'altres presos polítics, tots ells van ser afusellats en presència d'ella, i quan va arribar el seu torn, la sentència va commutada. No obstant això, tot i ser alliberada, Bustos ja havia perdut el seny. Instal·lada de nou a la seva ciutat natal, va morir poc després, el 1818. A causa de la pobresa en la que havia acabat, els seus fills van ser recollits i educats per la beneficència pública de Sucre. El seu marit va emigrar a Buenos Aires, on va fundar una fleca per poder sobreviure.
Hom afirma que el 1812 hauria estat membre del batalló dels Leales, format per una trentena de dones guerrilleres conegudes com «amazones», liderades per la militar Juana Azurduy. Tanmateix, aquesta afirmació no és completament segura, atès que no té una base documental i la composició del batalló era principalment de dones de classe baixa.

## Llegat
Una escola a Sucre porta el seu nom.